# 在ウラジオストク日本国総領事館
在ウラジオストク日本国総領事館（ロシア語: Генеральное консульство Японии во Владивостоке、英語: Consulate-General of Japan in Vladivostok）は、極東ロシア沿海地方の港湾都市ウラジオストクに設置されている日本の総領事館である。

## 沿革

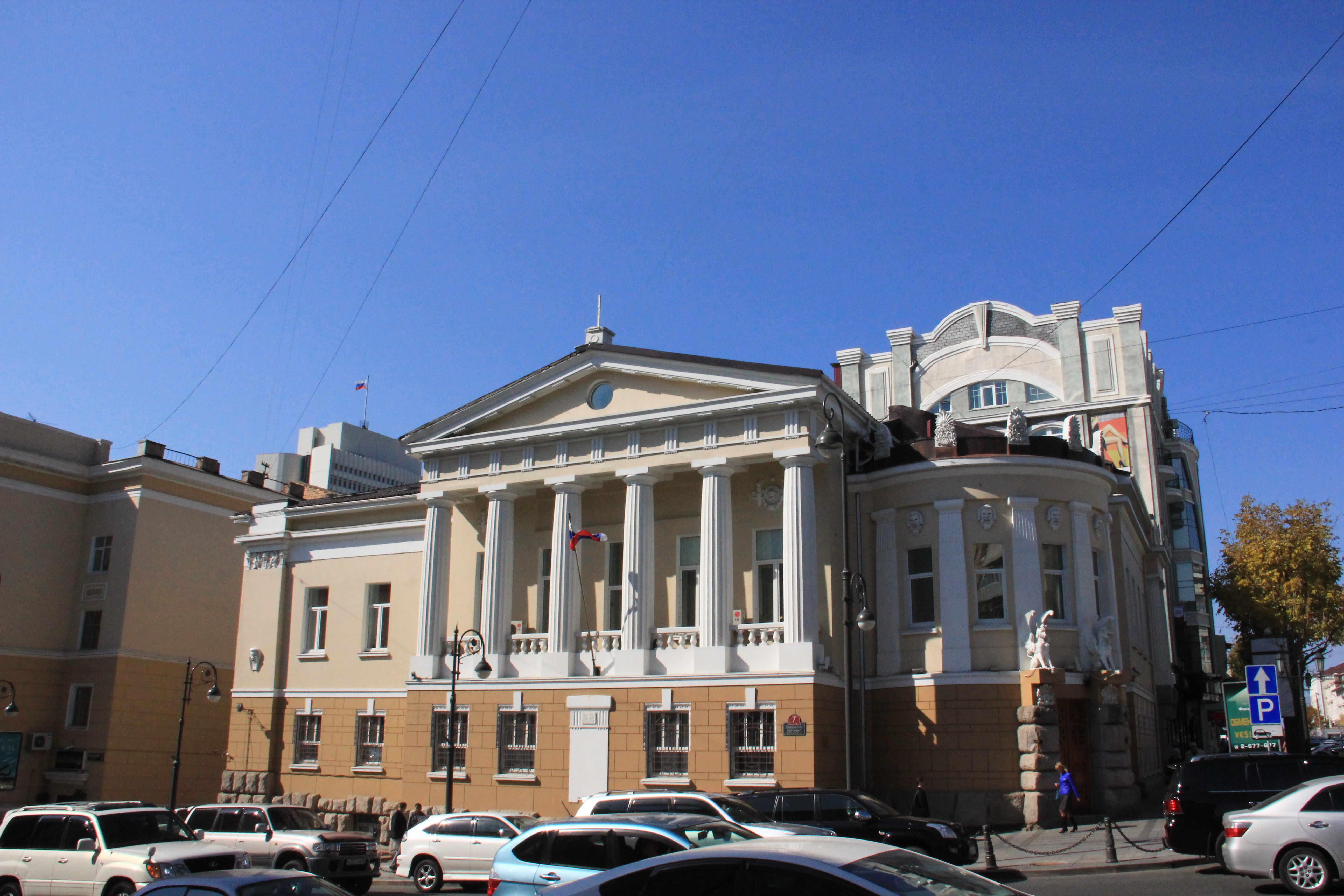
第一次世界大戦末期から第二次世界大戦末期まで日本帝国総領事館として使われていた建物。現在はロシア連邦文化遺産で、沿海地方裁判所として使われている。

- 1876年、在ウラジオストク日本国政府貿易事務所が開設される[2]
- 1907年、貿易事務所が在ウラジオストク日本国領事館に昇格する[2]
- 1909年、領事館が在ウラジオストク日本国総領事館に昇格する[2]
- 1916年、旧キタイスカヤ通り（現オケアンスキー大通り7）に壮麗な在浦潮日本国総領事館建物（Здание генерального консульства Японии）が完成[3][4]
- 1917年、革命によりロシア帝国が崩壊、日本は革命政権のソビエト連邦を承認せずシベリアに出兵し、極東ロシアに残存する反革命の白系ロシア人勢力を支援する[5]
- 1922年、赤軍が極東ロシアを制圧したことにより日本軍が撤兵し[5]、ソ連邦と国交のない日本のウラジオストク総領事館が閉鎖される
- 1925年、日ソ基本条約の締結により日ソ間の国交が開設され、在ウラジオストク日本国総領事館が再開される[2]
- 1945年、効力の残存していた日ソ中立条約よりも連合国の対日参戦要請を重んじたソ連邦が対日参戦に踏み切り、各地で日本軍を駆逐、満州国や朝鮮半島北部、南樺太、千島列島を占領する[6]
- 1946年、在ウラジオストク日本国総領事館が閉鎖される[7]
- 1951年、ウラジオストクが閉鎖都市に指定される[7]
- 1956年、日ソ共同宣言により日ソ間の国交が再開される[8]
- 1967年、閉鎖都市のウラジオストクに代わり在ナホトカ日本国総領事館（ロシア語: Генеральное консульство Японии в Находке、英語: Consulate-General of Japan in Nakhodka）が開設される[2]
- 1991年、ウラジオストクが閉鎖都市指定から解除される[9]
- 1991年、ソ連邦が解体して、ロシア連邦が国連安保理常任理事国や核保有国としての地位や日本を含む諸外国との国交を継承する[10][11]
- 1992年、ウラジオストクが対外開放される[2]
- 1993年、ナホトカの総領事館が閉鎖されてウラジオストクに移転し、在ウラジオストク日本国総領事館が再開される[2][12]

## 所在地
| 日本語   | 〒690003 ロシア連邦ウラジオストク市ヴェルフネ＝ポルトヴァヤ通り46 |
| ロシア語 | Россия, 690003 г. Владивосток, ул. Верхне-Портовая, 46            |
| 英語     | 46, Verkhne-Portovaya St., Vladivostok 690003, Russia             |

## 管轄地域
沿海地方、カムチャツカ地方及びマガダン州を管轄。

## 主要事件

### 日本外交官拘束事件（2022年）
2022年9月26日、ロシア連邦保安庁（ФСБ／FSB）が在ウラジオストク日本国総領事館の外交官モトキ・タツノリを拘束したと発表した。連邦保安庁によると、この拘束は、ウクライナにおける特別軍事作戦（ロシア・ウクライナ戦争）開始後の対ロシア制裁がロシア経済に与えた影響に関する公開制限情報及びロシアとアジア太平洋地域の他国との二国間関係に関する公開制限情報を、モトキが不正に入手したための措置であるという。ロシア外務省はモトキに対してペルソナ・ノン・グラータを言い渡し、48時間以内の国外退去を求めた。
これを受けて10月4日、日本国政府は対抗措置として在札幌ロシア連邦総領事館の領事1名にペルソナ・ノン・グラータを通告し、6日以内の国外退去を求めた。